# Liste von Dokumentarfilmern
Diese Liste enthält Dokumentarfilmregisseure. Sie ist nicht vollständig.

## Deutschsprachige Länder

### Deutschland
- Claudia von Alemann, Christian Bau, Hartmut Bitomsky, Jürgen Böttcher, Niels Bolbrinker, Gabriele Conrad, Gerd Conradt, Gabriele Denecke,  Heinz Emigholz, Harun Farocki, Eberhard Fechner, Jörg Foth, Hans-Dieter Grabe, Jan Haft, Thomas Heise, Peter Heller, Werner Herzog, Christoph Hübner, Barbara, Winfried Junge, Romuald Karmakar, Ulrich Köhler, Volker Koepp, Regine Kühn, Erwin Leiser, Helke Misselwitz, Peter Nestler, Ulrike Ottinger, Rosa von Praunheim, Helga Reidemeister, Leni Riefenstahl, Katrin Rothe, Walter Ruttmann, Helke Sander, Eduard Schreiber, Roland Steiner, Hito Steyerl, Jan Tenhaven, Gisela Tuchtenhagen, Andres Veiel, Andreas Voigt, Klaus Wildenhahn, Jürgen R. Weber, Wim Wenders

### Österreich
- Ruth Beckermann, Karin Berger, Michael Glawogger, Nikolaus Geyrhalter, Hubert Sauper, Ulrich Seidl, Günter Peter Straschek

### Schweiz
- Jean-Stéphane Bron, Richard Dindo, Robert Frank, Thomas Imbach, Erich Langjahr, Walter Marti Fredi M. Murer, Marianne Pletscher, Alexander J. Seiler, Heidi Specogna

## Weitere europäische Länder

### Frankreich
- Robert Bober, Pierre Carles, Jacques-Yves Cousteau, Nathalie David, Raymond Depardon, Alice Diop, Sylvain George, Georges Franju, André S. Labarthe, Claude Lanzmann, Brüder Lumière, Louis Malle, Chris Marker, Marie-Monique Robin, Marcel Ophüls, Jean Painlevé, Nicolas Philibert, Alain Resnais, Jean Rouch, Georges Rouquier, André Sauvage, Claire Simon, Agnès Varda, René Vautier, Jean Vigo

### Großbritannien
- Black Audio Film Collective, Nick Broomfield, Humphrey Jennings, John Grierson, Isaac Julien, Richard Leacock, Paul Rotha, Peter Watkins

### Litauen
- Mantas Kvedaravičius, Juris Podnieks (auch UdSSR)

### Niederlande
- Joris Ivens, Johan van der Keuken

### Polen
- Jerzy Bossak, Krystyna Gryczełowska, Krzysztof Kieślowski, Marcel Łoziński, Paweł Łoziński, Michał Marczak, Marek Piwowski, Maria Zmarz-Koczanowicz

### Russland
- Marina Goldovskaya, Esfir Schub, Alexander Sokurow

### Ukraine
- Oleksandr Dowschenko (auch UdSSR). Witali Manski, Maksym Melnyk, Sergei Loznitsa, Oksana Schatschko, Dsiga Wertow (auch UdSSR), Olha Zhurba, Iryna Zilyk

## Außereuropäische Länder
- Argentinien: Fernando Birri, Raymundo Gleyzer, Pino Solanas
- Bangladesch: Shaheen Dill-Riaz
- Australien: Michael Rubbo, John Pilger
- Brasilien: Alberto Cavalcanti, Eduardo Coutinho
- China: Wang Bing, Chai Jing
- Chile: Patricio Guzmán
- Georgien: Artawasd Peleschjan (auch UdSSR)

- Indien: Sushmit Ghosh, Anand Patwardhan, Shaunak Sen, Rintu Thomas
- Israel: Amos Gitai, Avi Mograbi
- Japan: Kamei Fumio, Kazuo Hara, Noriaki Tsuchimoto, Shinsuke Ogawa
- Kanada: Denys Arcand, Michel Brault, Allan King, Alanis Obomsawin, Pierre Perrault, Anne Claire Poirier, Nettie Wild
- Kambodscha: Rithy Panh
- Kamerun: Jean-Marie Teno
- Kolumbien: Marta Rodríguez und Jorge Silva
- Kuba: Santiago Álvarez
- Senegal: Safi Faye, Rama Thiaw
- USA: Madeline Anderson, Emile de Antonio, Les Blank, Robert Flaherty, Robert Gardner, Hector Galan, Jill Godmilow, Wiliam Greaves, Leo Hurwitz, Barbara Kopple, Robert Kramer, Murray Lerner, Albert Maysles, David Maysles, Ross McElwee, Michael Moore, Errol Morris, Joshua Oppenheimer, D. A. Pennebaker, Ed Pincus, Laura Poitras, Lourdes Portillo, Julia Reichert, Greta Schiller, Paul Strand, Frederick Wiseman, Charlotte Zwerin
- Vietnam: Trinh T. Minh-ha